# Dahlen
Dahlen är en stad i Landkreis Nordsachsen i förbundslandet Sachsen i Tyskland. Staden har cirka 4 200 invånare.